# Cranbrook Shire
Koordinaten: 34° 17′ S, 117° 33′ O

Das Shire of Cranbrook ist ein lokales Verwaltungsgebiet (LGA) im australischen Bundesstaat Western Australia. Das Gebiet ist 3277 km² groß und hat etwa 1.100 Einwohner (2016).
Cranbrook liegt im Südwesten des Staates am Great Southern Highway, etwa 310 Kilometer südöstlich der Hauptstadt Perth. Der Sitz des Shire Councils befindet sich in der Ortschaft Cranbrook, wo etwa 300 Einwohner leben (2016).

## Verwaltung
Der Cranbrook Council hat neun Mitglieder, die von den Bewohnern der drei Wards (je drei aus East, West und Central Ward) gewählt werden. Aus dem Kreis der Councillor rekrutiert sich auch der Ratsvorsitzende und President des Shires.